# Journal de la Société Nationale d'Horticulture de France
Journal de la Société Nationale d'Horticulture de France (abreviado J. Soc. Natl. Hort. France) fue una revista con ilustraciones y descripciones botánicas que fue editada en París desde 1867 hasta 1927, publicándose 4 series. Fue precedida por Journal de la Société Impériale et Centrale d'Horticulture y reemplazada por Bull. Soc. Natl. Hort. France.

## Publicaciones
- Serie n.º 2, vols. 1-12, 1867-1878;
- Serie n.º 3, vols. 1-21, 1879-1899;
- Serie n.º 4, vols. 1-28, 1900-1927